# Îles Melchior
Pour les articles homonymes, voir Melchior.
Les îles Melchior, parfois appelées archipel Melchior, sont un groupe d'îles australes, couvertes de glace, situées près du centre de la baie de Dallmann (en), dans l'archipel des Îles Palmer. Revendiquées par l'Argentine qui y a installé une base scientifique, par le Chili et par le Royaume-Uni, elles sont régies par le Traité sur l'Antarctique.

## Histoire
Les îles sont vues pour la première fois par une expédition allemande sous la direction de Eduard Dallmann, en 1873-1874, sans qu'un nom leur soit donné à cette époque. Il y a en réalité deux îles, nommées alors l'île Omega, au sud de l'île Êta.
Elles sont de nouveau observées par l'expédition arctique de 1903-1905 dirigée par l'explorateur Jean-Baptiste Charcot, qui appelle « Île Melchior » ce qui lui paraît être une grande île plus à l'Est que les autres. Charcot la nomme ainsi en l'honneur du vice-amiral Jules Melchior (1844-1908).
Les  principales îles de cet archipel sont les suivantes :
- L'île Alpha
- L'île Bêta
- L'île Gamma (en espagnol : Isla Observatorio) abrite la base Melchior, base scientifique argentine, inaugurée en 1947.
- L'île Delta
- L'île Epsilon
- L'Île Êta
- Les îles Thêta
- L'Île Kappa
- L'île Lambda (en espagnol : Isla Primero de Mayo) abrite le phare du 1° Mai, mis en service par la marine argentine le 1er mars 1942.

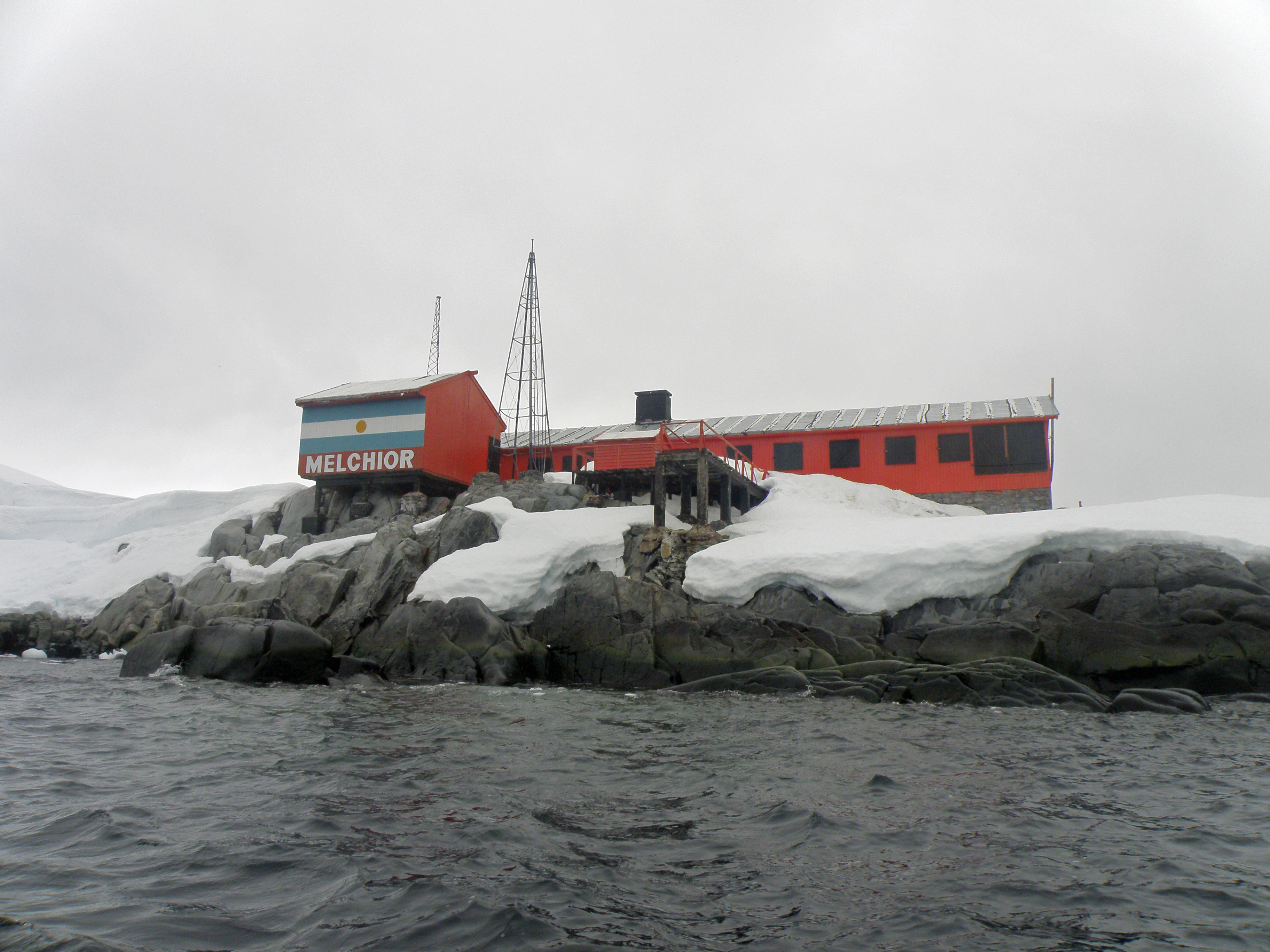
La base scientifique Melchior, en 2010.

- L'île Omega
- Les Îles Omicron
- Les Îles Pi
- Les Îles Rho
- Les Îles Sigma
- Les Îles Tau

## Administration
Le statut administratif de ces îles est régi par le Traité sur l'Antarctique signé en 1959 et par les conventions ultérieures. Ces actes diplomatiques affirment le libre accès aux îles, leur caractère démilitarisé, et encouragent la préservation du cadre naturel, la recherche scientifique et la coopération internationale.
Plusieurs pays revendiquent ces îles : l'Argentine, le Chili et le Royaume-Uni.